# John Dawson (1762–1814)
John Dawson (ur. w 1762 w Wirginii, zm. 31 marca 1814 w Waszyngtonie) – amerykański polityk.

## Życiorys
Urodził się w 1702 roku na terenie obecnego stanu Wirginia. W 1782 roku ukończył studia na Uniwersytecie Harvarda, a następnie podjął studia prawnicze i został przyjęty do palestry. Przez kilka lat prowadził prywatną praktykę prawniczą, a w latach 1786–1789 zasiadał w legislaturze stanowej. W 1788 roku był delegatem na Kongres Kontynentalny. W 1796 roku został wybrany do Izby Reprezentantów, z ramienia Partii Demokratyczno-Republikańskiej. Służył w czasie wojny amerykańsko-brytyjskiej. W izbie niższej zasiadał do śmierci, która nastąpiła 31 marca 1814 w Waszyngtonie.